# 前695年10月10日日食
前695年10月10日日食是一次全食帶起於歐洲挪威北部，經過芬蘭、俄羅斯、中亞、中國西部、印度東北、中南半島、菲律賓，最終結束於太平洋帛琉北方的日環食。

## 文獻記錄
中國儒家經典《春秋經》記載，春秋時期魯桓公十七年，「冬，十月，朔，日有食之」，經後人推算，西元前695年10月10日中國時間下午4點前後，曾發生一次日環食，魯國國都曲阜可見食分0.56，時為魯曆十月庚午朔。

## 基本參數
- 類型：環食

- 沙羅周期序號：42
- 日期：前695年10月10日（儒略曆）
- 時間：13時1分39秒 (UTC)
- 地點：北緯29.7°，東經86.8°
- 食分：0.9701
- 太陽高度：51°
- 月球本影路經寬度：135公里
- 全食持續時間：2分48秒

### 注腳
1. ↑  . NASA.   [2009-08-11]. （原始内容存档于2015-04-25） （英语）.
2. ↑  .   [2019-04-06]. （原始内容存档于2021-12-19）.

### 其他參考
- 胡鐵珠《大衍曆交食計算精度》

| \| \| 日食 \|                              |                                |                                           |
| 上一次日食： 前695年4月15日日食 （日環食） | 前695年10月10日日食 （日環食） | 下一次日食： 前694年4月5日日食 （日全食） |
| 上一次日環食： 前695年4月15日日食          | 前695年10月10日日食 （日環食） | 下一次日環食： 前694年9月29日日食         |
|                                            | 日食                           |                                           |